# Тамарикс

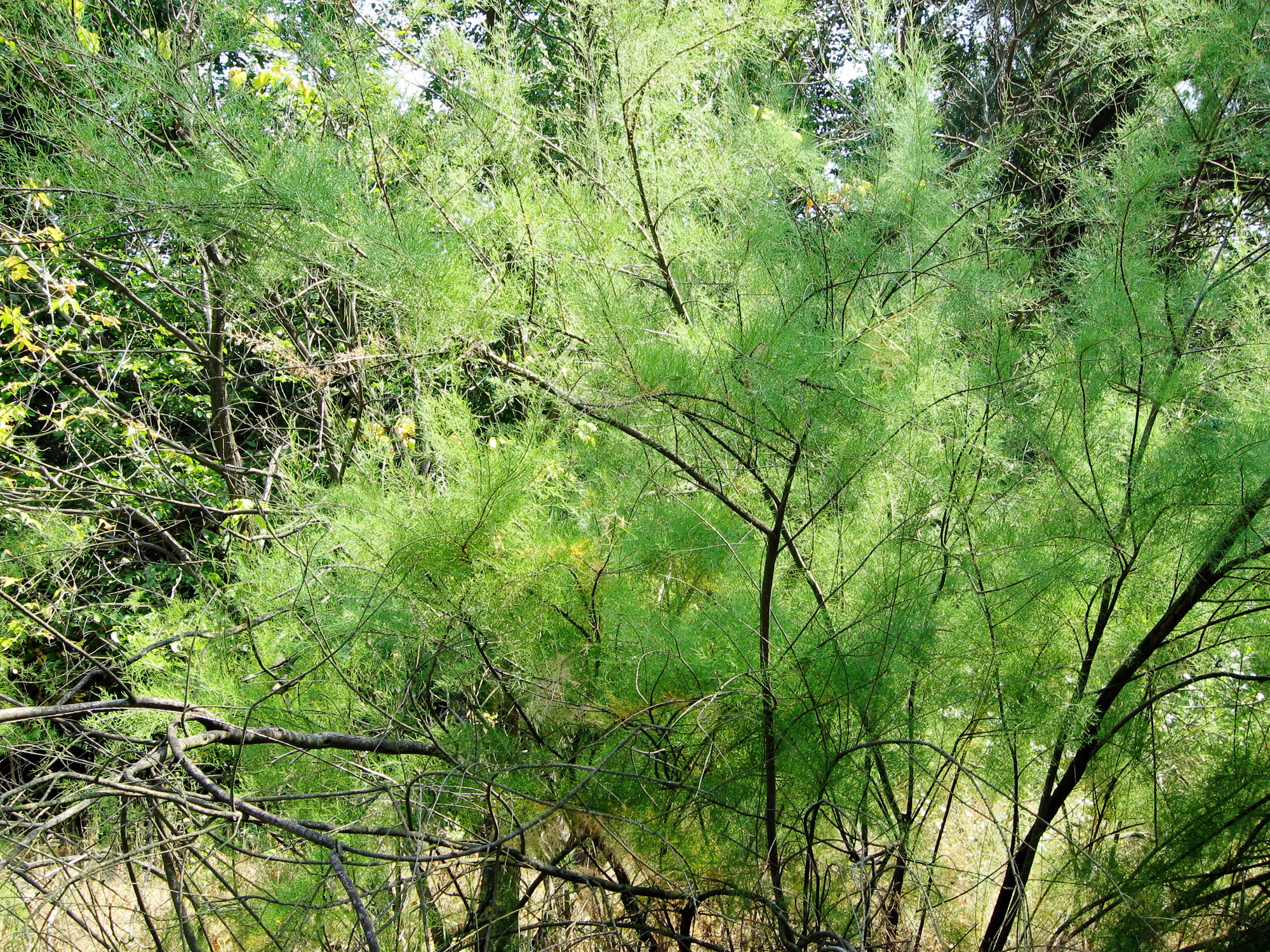
Tamarix gracilis. Запорізька область. Острів Хортиця

Тамарикс, тамариск (Tamarix L., також  жидівник, жидовник чи жидовинник), рід рослин родини тамариксових. 
Кущі (1—3 м заввишки) або невеликі дерева (6—8 м заввишки). Найбільшим представником виду є тамарикс безлистий, що виростає до 15 м.
Відомо близько 100 видів, поширених переважно в пустелях, напівпустелях і степах Європи, Азії та Африки. Деякі інвазійні види (Tamarix aphylla) розповсюдилися у США та Австралії, витісняючи місцеві. В Україні  росте 4 види — в південному Степу і в Криму; серед них тамарикс галузистий (Tamarix ramosissima Ledeb.; росте на приморських пісках). 
Рослини використовують для закріплення пісків, вони містять дубильні й барвні речовини, легко діють як кровоспинний і в'яжучий засіб.

## Види
- Tamarix africana Poir.
- Tamarix amplexicaulis Ehrenb.
- Tamarix androssowii Litw.
- Tamarix aphylla (L.) H.Karst. — Тамарикс безлистий
- Tamarix aralensis Bunge
- Tamarix arborea Ehrenb. ex Bunge
- Tamarix arceuthoides Bunge
- Tamarix austromongolica Nakai
- Tamarix canariensis Willd.
- Tamarix chinensis Lour.
- Tamarix dioica Roxb. ex Roth
- Tamarix elongata Ledeb.
- Tamarix gallica L. typus
- Tamarix gansuensis H.Z.Zhang ex P.Y.Zhang & M.T.Liu
- Tamarix gracilis Willd.
- Tamarix hispida Willd.
- Tamarix jordanis Boiss. Tamarix karelinii Bunge
- Tamarix korolkowii Regel & Schmalh.
- Tamarix laxa Willd.
- Tamarix leptostachys Bunge
- Tamarix nilotica (Ehrenb.) Bunge
- Tamarix octandra Bunge
- Tamarix palaestina Bertol.
- Tamarix parviflora DC.
- Tamarix ramosissima Ledeb.
- Tamarix rosea Bunge
- Tamarix sachensis P.Y.Zhang & M.T.Liu
- Tamarix smyrnensis Bunge
- Tamarix stricta Boiss.
- Tamarix taklamakanensis M.T.Liu
- Tamarix tetragyna Ehrenb.
- Tamarix tetrandra Pall. ex M.Bieb.
- Tamarix usneoides E.Mey.